# マット・ウィリアムズ
マシュー・デリック・ウィリアムズ（Matthew Derrick "Matt" Williams , 1965年11月28日 - ）は、アメリカ合衆国カリフォルニア州インヨー郡ビショップ出身の元プロ野球選手（三塁手）、野球指導者。右投右打。
祖父のバート・グリフィスは、1922年から1924年までブルックリン・ドジャース（現・ロサンゼルス・ドジャース）とワシントン・セネタース（現・ミネソタ・ツインズ）で一塁手や外野手としてプレーした。

## 経歴

### プロ入り前
高校卒業時の1983年のMLBドラフト27巡目（全体664位）でニューヨーク・メッツから指名されたが、この時は入団せずにネバダ大学ラスベガス校に進学した。1985年には第14回日米大学野球選手権のアメリカ合衆国代表に選ばれ、左投手3人（西川佳明、園川一美、猪俣隆）から本塁打を放っている。

### プロ入りとジャイアンツ時代
1986年のMLBドラフト1巡目（全体3位）でサンフランシスコ・ジャイアンツから指名され、入団。翌1987年4月11日にメジャーデビューを果たした。当初3シーズンはケビン・ミッチェル（のちダイエーでもプレイ）が三塁を守っており、遊撃手を守る機会も多かったが、ミッチェルが左翼手に転向した1989年のシーズン後半には三塁の定位置を確保。このシーズン84試合の出場で18本塁打、50打点を記録。オークランド・アスレチックスとのワールドシリーズにも出場した。
そして1990年に初のフルシーズンで159試合に出場。打率.277・33本塁打・122打点の成績を残し、打点王を獲得。チームとしては1988年のウィル・クラーク、1989年のミッチェルに次いで3年連続の打点王獲得となった。また、オールスターにも初出場を果たし、シルバースラッガー賞も受賞した。以後は三塁手に定着。その後も、1991年には34本塁打・98打点で、この年初のゴールドグラブ賞を受賞。
1992年は不振で打率.227、20本塁打、66打点に終わるが、1993年には打率.295・38本塁打・110打点と復調した。
1994年には開幕からホームランを量産したが、リーグ最多の43本塁打を記録した時点で1994年から1995年のMLBストライキによってシーズンが打ち切られてしまった。打ち切りが決定した時点で112試合の出場での43本塁打だったことから、仮にこのペースで本塁打を打ち続けると本来のシーズン終了時には61本塁打に到達して当時のメジャーリーグのシーズン最多本塁打記録（1961年、ニューヨーク・ヤンキースのロジャー・マリスの61本塁打）を更新する可能性もあった。
その1995年は故障のため76試合の出場に終わったが、それでも23本塁打、65打点と強打を発揮。
1996年も故障のため105試合の出場に終わるが、22本塁打・85打点を記録。

### インディアンス時代
1997年にクリーブランド・インディアンスにトレードで移籍。この年は6月終了時点の打率は.235と低迷したが、後半戦は復調し、8月13日からは自己最長の24試合連続安打を記録している。最終的に151試合に出場し打率.263・32本塁打・105打点を記録しチームのワールドシリーズ進出に貢献。シリーズは第7戦までもつれこんだがフロリダ・マーリンズにサヨナラ負けし、ワールドチャンピオンはならなかった。

### ダイヤモンドバックス時代
1997年オフ、自宅はフェニックスでシーズン中は子供たちと2回しか会えないのは不十分なため、自宅近くに新設されるアリゾナ・ダイヤモンドバックスへ移籍を志願し、それが駄目ならインディアンスに引退すると伝えた。インディアンスのGMは1998年までの契約を延長しようと考えていたため交渉は難航したが、12月1日にダイヤモンドバックス側がトラビス・フライマン、トム・マーティンに金銭300万ドルを加えた1対2のトレードで移籍。そしてノー・トレード条項を盛り込んだ6年総額4,950万ドルの契約を結んだ。
1998年は20本塁打・71打点に終わったが、1999年には自己最高の打率.302を記録。35本塁打・142打点を記録してオールスターにも出場。142打点は2007年終了時点でルイス・ゴンザレスとともにダイヤモンドバックスの球団タイ記録である。以後は故障がちとなり、不本意な成績が続くが、2001年には球団創設4年目のチームがワールドシリーズに進出し、ニューヨーク・ヤンキースと対戦。最終戦までもつれ込んだが、4年前と逆にルイス・ゴンザレスのサヨナラヒットで念願のワールドチャンピオンに輝いた。
2002年シーズン終了後の11月22日にはラリー・ウォーカーとのトレードを拒否権を行使し残留。6年契約を満了した2003年限りで現役を引退。

### 引退後

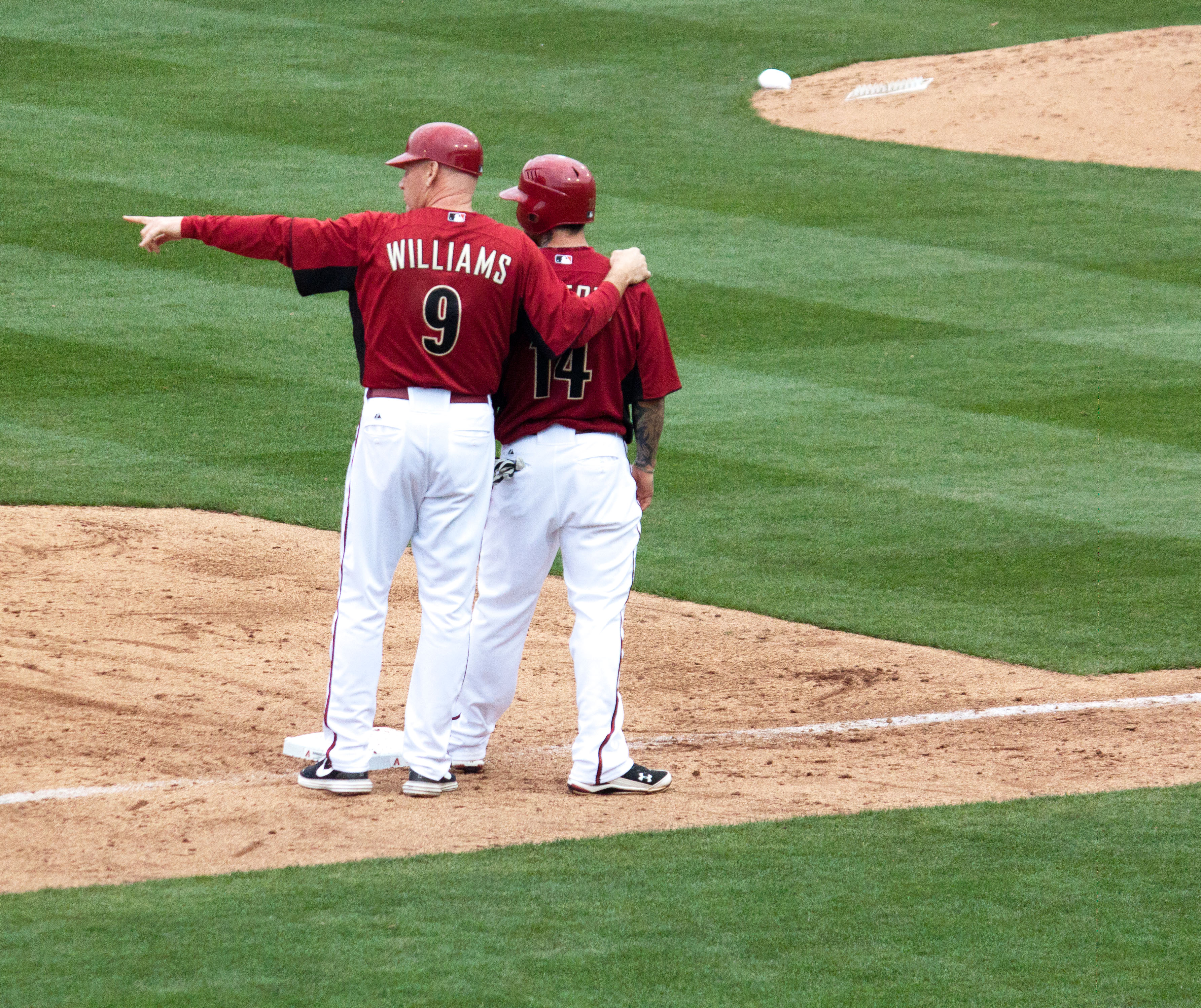
アリゾナ・ダイヤモンドバックスでのコーチ時代
（2011年2月26日）

引退後はダイヤモンドバックスの株式を一部取得し、専属解説者を務める。
2007年11月6日にサンフランシスコ・クロニクル紙が、2002年にウィリアムズに成長ホルモンの購入歴があると報じた。これに対し、ウィリアムズは｢足首の怪我の治療のために、医師の処方に従って使用した｣と弁明した。
2009年11月、ダイヤモンドバックスの一塁コーチに就任。2011年からは新監督カーク・ギブソンの下、三塁コーチに異動。
2013年10月31日、ワシントン・ナショナルズの監督に就任することを発表した。
就任一年目の2014年は96勝66敗とナ･リーグ最高勝率で地区優勝したが、ディビジョンシリーズでジャイアンツに敗れる。同年の最優秀監督賞を受賞した。
2015年は83勝79敗でナ・リーグ東地区2位の成績に終わり、地区優勝したメッツに7ゲーム差をつけられる。同年10月5日、監督解任が発表された。
2015年11月11日、2016年シーズンより三塁コーチとしてダイヤモンドバックスへの復帰が発表されたが、1年で退任した。
2017年はNBCで解説者を務めた。
2018年シーズンからはオークランド・アスレチックスの三塁コーチを務める。
2020年シーズンからは韓国・起亜タイガースの監督に就任する。契約期間は3年。2020年は6位、2021年は9位と2年連続でポストシーズン進出に失敗するなど成績が振るわず、2021年11月1日、双方合意の上に契約期間を1年残して契約解除と発表された。

## 詳細情報

### 年度別打撃成績
| 年 度     | 球 団     | 試 合 | 打 席 | 打 数 | 得 点 | 安 打 | 二 塁 打 | 三 塁 打 | 本 塁 打 | 塁 打 | 打 点 | 盗 塁 | 盗 塁 死 | 犠 打 | 犠 飛 | 四 球 | 敬 遠 | 死 球 | 三 振 | 併 殺 打 | 打 率 | 出 塁 率 | 長 打 率 | O P S |
| --------- | --------- | ----- | ----- | ----- | ----- | ----- | -------- | -------- | -------- | ----- | ----- | ----- | -------- | ----- | ----- | ----- | ----- | ----- | ----- | -------- | ----- | -------- | -------- | ----- |
| 1987      | SF        | 84    | 266   | 245   | 28    | 46    | 9        | 2        | 8        | 83    | 21    | 4     | 3        | 3     | 1     | 16    | 4     | 1     | 68    | 5        | .188  | .240     | .339     | .578  |
| 1988      | SF        | 52    | 170   | 156   | 17    | 32    | 6        | 1        | 8        | 64    | 19    | 0     | 1        | 3     | 1     | 8     | 0     | 2     | 41    | 7        | .205  | .251     | .410     | .662  |
| 1989      | SF        | 84    | 311   | 292   | 31    | 59    | 18       | 1        | 18       | 133   | 50    | 1     | 2        | 1     | 2     | 14    | 1     | 2     | 72    | 5        | .202  | .242     | .455     | .697  |
| 1990      | SF        | 159   | 664   | 617   | 87    | 171   | 27       | 2        | 33       | 301   | 122   | 7     | 4        | 2     | 5     | 33    | 9     | 7     | 138   | 13       | .277  | .319     | .488     | .807  |
| 1991      | SF        | 157   | 635   | 589   | 72    | 158   | 24       | 5        | 34       | 294   | 98    | 5     | 5        | 0     | 7     | 33    | 6     | 6     | 128   | 11       | .268  | .310     | .499     | .809  |
| 1992      | SF        | 146   | 576   | 529   | 58    | 120   | 13       | 5        | 20       | 203   | 66    | 7     | 7        | 0     | 2     | 39    | 11    | 6     | 109   | 15       | .227  | .286     | .384     | .670  |
| 1993      | SF        | 145   | 619   | 579   | 105   | 170   | 33       | 4        | 38       | 325   | 110   | 1     | 3        | 0     | 9     | 27    | 4     | 4     | 80    | 12       | .294  | .325     | .561     | .886  |
| 1994      | SF        | 112   | 483   | 445   | 74    | 119   | 16       | 3        | 43       | 270   | 96    | 1     | 0        | 0     | 3     | 33    | 7     | 2     | 87    | 11       | .267  | .319     | .607     | .926  |
| 1995      | SF        | 76    | 318   | 283   | 53    | 95    | 17       | 1        | 23       | 183   | 65    | 2     | 0        | 0     | 3     | 30    | 8     | 2     | 58    | 8        | .336  | .399     | .647     | 1.046 |
| 1996      | SF        | 105   | 455   | 404   | 69    | 122   | 16       | 1        | 22       | 206   | 85    | 1     | 2        | 0     | 6     | 39    | 9     | 6     | 91    | 10       | .302  | .367     | .510     | .877  |
| 1997      | CLE       | 151   | 636   | 596   | 86    | 157   | 32       | 3        | 32       | 291   | 105   | 12    | 4        | 0     | 2     | 34    | 4     | 4     | 108   | 14       | .263  | .307     | .488     | .795  |
| 1998      | ARI       | 135   | 557   | 510   | 72    | 136   | 26       | 1        | 20       | 224   | 71    | 5     | 1        | 0     | 1     | 43    | 8     | 3     | 102   | 19       | .267  | .327     | .439     | .766  |
| 1999      | ARI       | 154   | 678   | 627   | 98    | 190   | 37       | 2        | 35       | 336   | 142   | 2     | 0        | 0     | 8     | 41    | 9     | 2     | 93    | 17       | .303  | .344     | .536     | .880  |
| 2000      | ARI       | 96    | 397   | 371   | 43    | 102   | 18       | 2        | 12       | 160   | 47    | 1     | 2        | 0     | 3     | 20    | 1     | 3     | 51    | 11       | .275  | .315     | .431     | .746  |
| 2001      | ARI       | 106   | 436   | 408   | 58    | 112   | 30       | 0        | 16       | 190   | 65    | 1     | 0        | 0     | 3     | 22    | 3     | 3     | 70    | 15       | .275  | .314     | .466     | .780  |
| 2002      | ARI       | 60    | 238   | 215   | 29    | 56    | 7        | 2        | 12       | 103   | 40    | 3     | 1        | 0     | 2     | 21    | 1     | 0     | 41    | 8        | .260  | .324     | .479     | .803  |
| 2003      | ARI       | 44    | 156   | 134   | 17    | 33    | 9        | 0        | 4        | 54    | 16    | 0     | 0        | 0     | 4     | 16    | 1     | 2     | 26    | 1        | .246  | .327     | .403     | .730  |
| MLB：17年 | MLB：17年 | 1866  | 7595  | 7000  | 997   | 1878  | 338      | 35       | 378      | 3420  | 1218  | 53    | 35       | 9     | 62    | 469   | 86    | 55    | 1363  | 182      | .268  | .317     | .489     | .805  |

- 各年度の太字はリーグ最高

### 年度別監督成績
| 年度     | チーム   | 地区     | 年齢     | 試合 | 勝利 | 敗戦 | 勝率 | 順位/ チーム数 | 備考      |
| -------- | -------- | -------- | -------- | ---- | ---- | ---- | ---- | -------------- | --------- |
| 2014年   | WSH      | NL EAST  | 48       | 162  | 96   | 66   | .593 | 1 / 5          | 地区優勝  |
| 2015年   | WSH      | NL EAST  | 49       | 162  | 83   | 79   | .512 | 2 / 5          | 東地区2位 |
| MLB：2年 | MLB：2年 | MLB：2年 | MLB：2年 | 324  | 179  | 145  | .552 |                |           |

### タイトル
- 本塁打王：1回（1994年）
- 打点王：1回（1990年）

### 表彰
- シルバースラッガー賞：4回（1990年、1993年、1994年、1997年）
- ゴールドグラブ賞：4回（1991年、1993年、1994年、1997年）
- プレイヤー・オブ・ザ・マンス：2回（1995年5月、1999年4月）
- ナショナルリーグ最優秀監督賞：1回（2014年）

### 記録
- オールスターゲーム選出：5回（1990年、1994年 - 1996年、1999年）

### 背番号
- 60（1987年 - 同年途中）
- 10（1987年途中 - 1988年）
- 9（1989年 - 2003年、2010年 - 2016年、2020年 - 2021年）
- 4（2018年 - 2019年）

### 代表歴
- 第14回日米大学野球選手権大会 アメリカ合衆国代表（1985年）